# Han-lès-Juvigny
Han-lès-Juvigny è un comune francese di 100 abitanti situato nel dipartimento della Mosa nella regione del Grand Est.

## Società

### Evoluzione demografica
Abitanti censiti